# جيسون والمغامرون
جيسون والمغامرون هو فيلم مغامرة تم إنتاجه في المملكة المتحدة والولايات المتحدة وصدر في سنة 1963. الفيلم من كتابة أبولونيوس الرودسي.

## الميزانية والإيرادات
بلغت تكلفة إنتاج الفيلم حوالي مليون دولار بينما حقق أرباحا تقدر بـ 2100000 دولار.

## وصلات خارجية
- جيسون والمغامرون على موقع IMDb (الإنجليزية)
- جيسون والمغامرون على موقع ميتاكريتيك (الإنجليزية)
- جيسون والمغامرون على موقع الموسوعة البريطانية (الإنجليزية)
- جيسون والمغامرون على موقع روتن توميتوز (الإنجليزية)
- جيسون والمغامرون على موقع نتفليكس (الإنجليزية)
- جيسون والمغامرون على موقع ألو سيني (الفرنسية)
- جيسون والمغامرون على موقع Turner Classic Movies (الإنجليزية)
- جيسون والمغامرون على موقع أول موفي (الإنجليزية)
- جيسون والمغامرون على موقع بوكس أوفيس موجو (الإنجليزية)
- جيسون والمغامرون على موقع فيلمافينيتي (الإسبانية)